# Disease Mongering

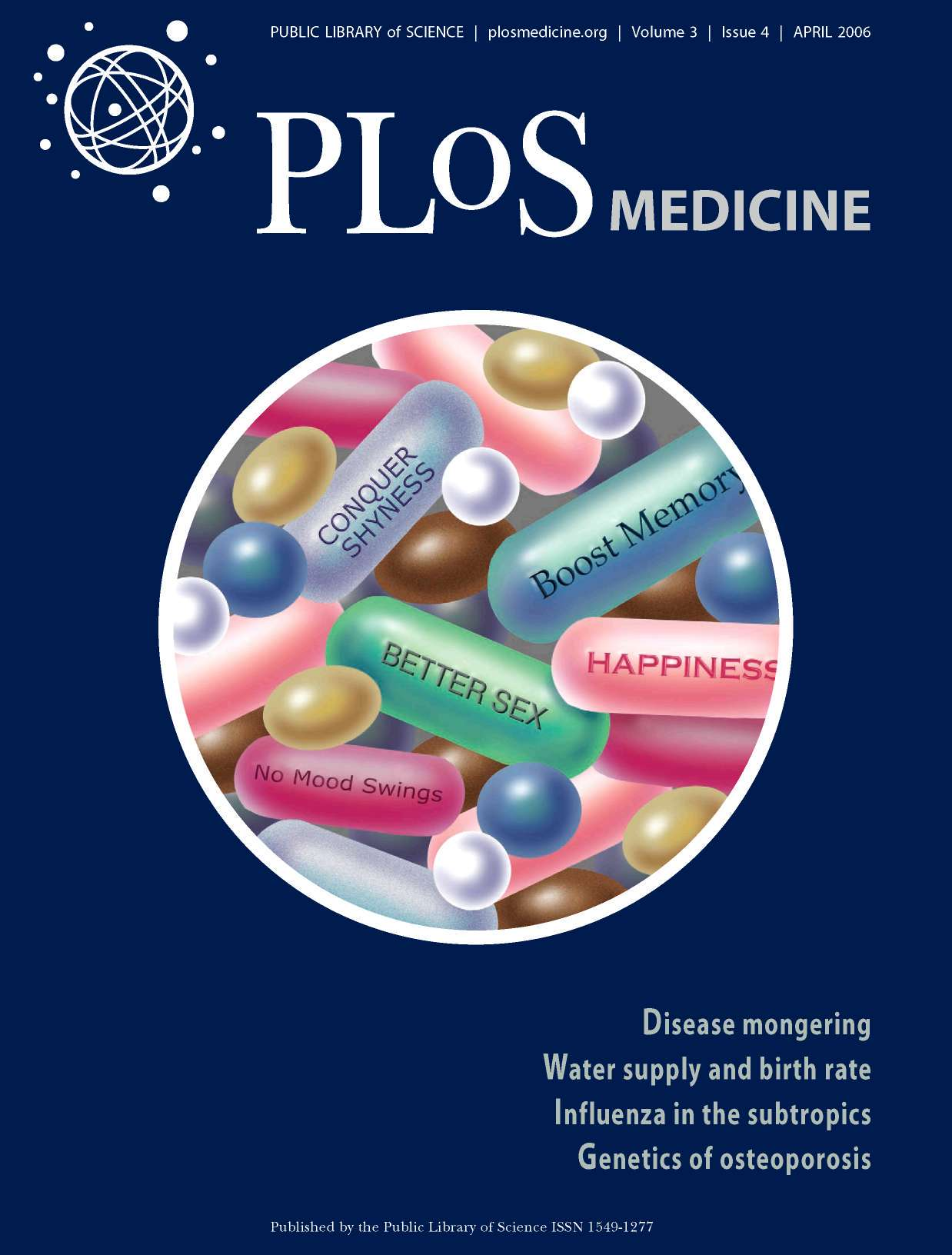
Titelbild eines Sammelbandes zum Thema

Disease Mongering (deutscher Begriff Krankheitserfindung, eine Spezialform der Pathologisierung) ist ein politisches Schlagwort, mit dem ein unzulässiges Zuordnen normaler Lebensabläufe oder individueller (vermeintlicher) „Mängel“ wie etwa eine Glatzenbildung bei Männern zu therapiebedürftigen Krankheiten beschrieben wird. Im englischen Sprachraum gehört es unter anderem bei der Antipsychiatrie zu den gängigen Vokabeln.
Im weiteren Sinne wird eine Krankheit fehldiagnostiziert, bei der es sich (jedenfalls bisher) lediglich um nicht krankhafte Varianten der Gesundheit handelt. So wird beispielsweise bei einer leichten Stimmungsschwankung oder normalen seelischen Reaktion eine Bipolare Störung angenommen, bei besonders lebhaften oder durch familiäre Konflikte belasteten Kindern eine Aufmerksamkeitsdefizit-/Hyperaktivitätsstörung sowie bei leichtem Übergewicht eine Adipositas.
Disease Mongering wird unter anderem auch von Scientology bei deren Ablehnung speziell der Biopsychologie verwendet.

## Entstehung des Begriffes und wirtschaftliche Bedeutung
Der Begriff wurde 1992 von Lynn Payer als Buchtitel verwendet und im British Medical Journal durch den Journalisten Ray Moynihan, die Allgemeinmedizinerin Iona Heath und den Pharmakologen David Henry eingeführt. Der Psychiater David Healy beschäftigt sich mit dem Disease Mongering im Bereich der Psychopharmaka. In Deutschland findet das Phänomen im Buch Die Krankheitserfinder von Jörg Blech seinen Niederschlag. Als konkretes Beispiel nennt er u. a. das sogenannte Sissi-Syndrom.
Vom Disease Mongering profitieren inzwischen ganze Berufszweige, Pharma- und Medizintechnikunternehmen, Kliniken, Wellness- und Kurbetriebe, Universitätsinstitute, Wissenschaftler und Forscher, Testlabore, Buchautoren und Verlage usw. In der Kritik steht in diesem Zusammenhang vor allem die Pharmaindustrie, die neue Krankheitsbegriffe prägt, bestehende Begriffe ausweitet oder bestimmte Mängel oder Symptome dramatisiert, um sich neue Absatzmärkte zu erschließen.
In dem Buch Hypochondrie kann tödlich sein von John Naish werden als Beispiele für Disease Mongering unter anderem folgende „Krankheiten“ und „Syndrome“ genannt: Spüllappensyndrom, Discofinger-Syndrom, Golfballleber, Rummelplatzschlaganfall und Kreditkartenischias.
Steven Woloshin und Lisa M. Schwartz untersuchten in ihrer Studie eine Sammlung von Nachrichten und Pressemitteilungen über ein neues Medikament gegen das Restless-Legs-Syndrom und stellten die Theorie auf, dass dies als ein Beispiel für Disease Mongering gelten könne. RLS gebe es zwar als Erkrankung, aber die überwiegende Zahl der Betroffenen sei nicht behandlungsbedürftig. Durch die erhöhte Aufmerksamkeit könnten häufiger RLS-Diagnosen gestellt und Behandlungen begonnen werden, nach Meinung der Autoren auch bei Patienten, die den Symptomen vorher keinen Krankheitswert zugemessen haben.
Auch in der Psychiatrie kommt Disease Mongering vor, etwa bei William Sears, der bei Kindern, die einem Schlaftraining unterzogen wurden, ein „Shutdown Syndrome“ beobachtet haben will.